# Pilar Victoriá
Pilar Marie Victoriá López (Caguas, 11 ottobre 1995 – Bursa, 29 agosto 2024) è stata una pallavolista portoricana, nel ruolo di schiacciatrice.

## Biografia
Figlia di Luis Victoriá e Pilar López e sorella maggiore della pallavolista Sofía Victoriá, nasce a Caguas l'11 ottobre 1995.
Viene trovata morta il 29 agosto 2024 in casa sua, a Bursa: la sua morte viene poi dichiarata per cause naturali.
Era sentimentalmente legata al pallavolista cubano Roamy Alonso.

## Carriera

### Club
La carriera di Pilar Victoriá inizia nei tornei scolastici portoricani, giocando per il Colegio Notre Dame. Dopo il diploma riceve una borsa di studio negli Stati Uniti d'America, dove gioca per la sua università, la Texas, in NCAA Division I dal 2013 al 2014, raggiungendo due Final Four; si trasferisce quindi alla Arkansas nel 2015, giocando fino al 2017, dopo aver saltato il torneo nel 2016.
Nel gennaio 2018 firma il suo primo contratto professionistico nella Serie A2 italiana con il Due Principati di Baronissi. Nel campionato 2018-19 difende i colori del Béziers, nella Ligue A francese; conclusi gli impegni con la formazione transalpina, viene ingaggiata per la sola finale scudetto della Liga de Voleibol Superior Femenino 2019 dalle Criollas de Caguas, giocando per la prima volta come professionista in patria e conquistando lo scudetto. Nel campionato seguente gioca invece in Ungheria, dove partecipa alla Nemzeti Bajnokság I con il Nyíregyháza.
Nella stagione 2020-21 torna a giocare nella massima divisione francese, accasandosi al Chamalières, restandovi ininterrottamente per due annate, fino a quando torna a Porto Rico per indossare nuovamente la casacca delle Criollas de Caguas per la Liga de Voleibol Superior Femenino 2022. Dopo un biennio in patria, è nuovamente di scena nella massima divisione transalpina con il Béziers nell'annata 2023-24.
Nel campionato 2024-25 avrebbe dovuto giocare in Turchia, prendendo parte alla Sultanlar Ligi con il Nilüfer.

### Nazionale
Fa parte delle selezioni giovanili portoricane e, con la nazionale under 18, vince la medaglia di bronzo al campionato nordamericano 2010 e partecipa alla Coppa panamericana 2011 e al campionato mondiale 2011, mentre con la nazionale under 20 partecipa al campionato nordamericano 2010, alla Coppa panamericana 2013 e al campionato mondiale 2013.
Non ancora diciassettenne, nel 2012, esordisce in nazionale maggiore in occasione della Coppa panamericana: conquista poi la sua prima medaglia con la nazionale maggiore in occasione dell'edizione 2017 del torneo, dove vince il bronzo; mette poi al collo altre tre medaglie di bronzo, rispettivamente alla Volleyball Challenger Cup 2018 e 2022 e poi ai XXIII Giochi centramericani e caraibici. In seguito conquista l'argento al campionato nordamericano 2021 e il bronzo alla NORCECA Final Six 2022. 
Nel 2023 si aggiudica l'oro alla NORCECA Final Four, seguito dall'argento ai XXIV Giochi centramericani e caraibici e alla Coppa panamericana.

## Palmarès

### Club
- Campionato portoricano: 1

2019

### Nazionale (competizioni minori)
- Campionato nordamericano under 18 2010
- Coppa panamericana 2017
- Volleyball Challenger Cup 2018
- Giochi centramericani e caraibici 2018
- Volleyball Challenger Cup 2022
- NORCECA Final Six 2022
- NORCECA Final Four 2023
- Giochi centramericani e caraibici 2023
- Coppa panamericana 2023

### Premi individuali
- 2019 - Qualificazioni ai XVIII Giochi panamericani: MVP
- 2019 - Qualificazioni ai XVIII Giochi panamericani: Miglior schiacciatrice
- 2019 - Qualificazioni alla Volleyball Challenger Cup: Miglior schiacciatrice